# آکوا هاربور (ویرجینیا)
آکوا هاربور (به انگلیسی: Aquia Harbour) یک منطقهٔ مسکونی در ایالات متحده آمریکا است که در شهرستان استفورد، ویرجینیا واقع شده‌است. آکوا هاربور ۲۰٫۲ کیلومتر مربع مساحت و ۶٬۷۲۷ نفر جمعیت دارد و ۳ متر بالاتر از سطح دریا واقع شده‌است.